# Дмитриј Рогозин
Дмитриј Олегович Рогозин (рус. Дмитрий Олегович Рогозин; Москва, 21. децембар 1963) руски је политичар, дипломата, доктор филозофских наука и бивши генерални директор Роскосмоса. Био је стални представник Руске Федерације при НАТО-у од 2008. до 2011. године. Од 2011. до 2018. био је заменик предсједника Владе Руске Федерације задужен за одбрамбену индустрију и свемир.
До марта 2006. био је предсједник партије Отаџбина (рус. Родина).

## Биографија
Дмитриј Рогозин се родио у породици која има дугу војничку традицију. По очевој линији Рогозин припада пољском племићком роду Миткевича-Желтока. Међутим, један његов прадеда (деда његове мајке), Милан Јовановић Караџић, има српско поријекло из племена Дробњаци. Милан се родио и одрастао у селу Петњица код Шавника у Црној Гори одакле је као добровољац отишао у Руско-јапански рат (1904—1905) заједно са још неколико хиљада сународника. Након рата Милан је остао у Русији и ту је засновао породицу. Умро је 30-их година у Оренбургу гдје се и данас налази његов гроб. Један чукундеда му је био генерал Николај Антонович Миткијевич-Жолток, један од руководилаца Бијелог покрета на југу Русије и 1920. је заједно са Врангелом емигрирао у Србију, гдје је и сахрањен.
Отац Дмитрија Рогозина је био Олег Константинович Рогозин, генерал-потпуковник, професор, доктор техничких наука, херој социјалистичког рада. До одласка у оставку вршио је дужност првог замјеника начелника Службе наоружања Министарства одбране Совјетског Савеза. Мајка му је била Тамара Васиљевна Рогозина (дјевојачко Прокофјева). До одласка у пензију радила је у стоматолошком комплексу Московског медицинског стоматолошког института.
Дмитриј Рогозин је 1996. на Филозофском факултету Московског универзитета одбранио дисертацију на тему „Руско питање и његов утицај на националну и међународну безбједност“ и постао је кандидат (магистар) филозофских наука. Године 1999. одбранио је докторску дисертацију на тему „Проблеми националне безбједности Русије на крају 21. вијека“.

## Политичка каријера
У фебруару 2003. године Дмитриј Рогозин је објавио да напушта Народну партију Русије и прелази у Јединствену Русију образлажући да људи који подржавају предсједника (Владимира Путина) морају наступати у једној политичкој организацији.
Дана 14. септембра 2003. на оснивачкој конференцији изборног блока Отаџбина (Народно-патриотски савез) био је изабран за потпредсједника Високог савјета блока и за руководиоца изборног штаба. Дана 7. децембра 2003. Дмитриј Рогозин је био поново изабран на депутатску дужност када је блок Отаџбина освојио 9,1% гласова и прошао у Државну думу. Изабран је за замјеника предсједника Државне думе, а у марту 2004. за руководиоца фракције Отаџбина. Био је члан Комитета Државне думе за међународне послове. У време предсједничких избора 2004, између Рогозина и потпредсједника партије Сергеја Глазјева је настао раскол. Рогозин је позвао партију да подржи Владимира Путина, док се Глазјев сам желио кандидовати за предсједника. У унутарпартијској борби Рогозин је побиједио Глазјева, и јула 2004. постао је једини предсједник партије.
Новембра 2005, пред изборе за Московску градску думу, изашла је скандалозна телевизијска реклама Очистимо Москву од смећа са учешћем Рогозина. Партија је оптужена за екстремизам, а Дмитрију Рогозину је био објављен информациони бојкот, тј. партија није могла учествовати ни на једним изборима за регионалне парламенте. Због таквог притиска он је марта 2006. године дао оставку на дужност предсједника партије и руководиоца фракције. У децембру 2006. организовао је оснивачки конгрес Конгреса руских општина где је био изабран за предсједника. Априла 2007. Рогозин је објавио своју намјеру да оснује партију под именом Велика Русија. Маја 2007. године одржао се оснивачки конгрес, али партија на крају није била регистрована.
Дана 9. јануара 2008. указом предсједника Руске Федерације Владимира Путина Рогозин је био именован за сталног представника Русије при НАТО-у у Бриселу. На тој функцији је био до 23. децембра 2011.

## Лични живот
Дмитриј Рогозин је ожењен и има сина. Супруга му се зове Татјана Генадијевна Рогозина (дјевојачки Серебрјакова). Син му се зове Алексеј Дмитријевич Рогозин, бави се бизнисом и члан је Омладинске друштвене коморе. Године 2005. Дмитриј Рогозин је постао дјед, родио му се унук Фјодор, а 2008. унука Марија.
Дмитриј Рогозин је мајстор спорта за рукомет. Активно се бави фудбалом, тенисом и кошарком. Такође се бави роњењем.
Говори енглески, шпански, италијански и француски језик.

## Дипломатски ранг
- Ванредни и опуномоћени посланик